# 刘氏蝎蛉
刘氏蝎蛉（学名：Panorpa liui）一种发现于中国东北地区的蝎蛉科蝎蛉属昆虫，由西北农业大学学者花保祯描述命名。

## 形态特征
雄性成虫身体呈橘黄色，头顶、额部、触角鞭节、下颚须和下唇须端节为黑色，喙部为橘红色。雌性体色与雄虫近似，稍淡。